# فرد کوپر (بازیکن فوتبال)
فرد کوپر (انگلیسی: Fred Cooper; ۱۸ نوامبر ۱۹۳۴ – ۱ آوریل ۱۹۷۲) بازیکن فوتبال اهل بریتانیا بود.
از باشگاه‌هایی که در آن بازی کرده‌است می‌توان به باشگاه فوتبال وستهام یونایتد اشاره کرد.